# 艾伦·史密斯
艾伦·史密斯（英語：Alan Smith，1958年6月8日—），澳大利亚男子射击运动员。他曾代表澳大利亚参加1982年、1986年和1990年英联邦运动会射击比赛，获得二枚金牌和一枚银牌。